# دانيال هاريسون
دانيال هاريسون (بالإنجليزية: Daniel Harrison)‏ هو معلم موسيقى أمريكي، ولد في 20 أبريل 1959.